# Едвард Гуго фон Цейпель
Едвард Гуго фон Цейпель (швед. Edvard Hugo von Zeipel; 8 лютого 1873 — 8 червня 1959) — шведський астроном.

## Наукова біографія
Закінчив Упсальський університет, удосконалював свої знання в Парижі (під керівництвом Анрі Пуанкаре) та в Пулково. З 1904 — доцент Упсальского університету, з 1911 — астроном-спостерігач Упсальского обсерваторії, з 1920 — професор університету. У 1938 вийшов у відставку.
Наукові праці присвячені небесній механіці і зоряній астрономії. Розробляв теорію збуреного руху в застосуванні до періодичних комет і астероїдів. Запропонував новий метод поділу коротко- і довго-періодичних рухів в гамільтонових системах типу систем небесної механіки (метод Цейпеля). Метод ефективно використовується при розрахунках руху природних і штучних небесних тіл. Досліджував закономірності розподілу зір в кулястих скупченнях і розробив метод для визначення відносних мас зір усередині скупчень. В області астрофізики займався вивченням внутрішньої будови зір, зоряної фотометрії, вивченням змінних зір, зокрема, довів теорему фон Цейпеля для розподілу світності по поверхні зорі, що обертається.
Один із засновників Шведського астрономічного товариства, його президент у 1926–1935, член багатьох іноземних наукових товариств.
На його честь названий астероїд 8870 фон Цейпель та кратер на Місяці.